# Куэйл, Мэрилин Такер
Мэрилин Такер Куэйл (англ. Marilyn Tucker Quayle; род. 29 июля 1949, Индианаполис, Индиана, США) — американский юрист и писательница. Жена бывшего вице-президента США Дэна Куэйла, вторая леди США в период с 1989 по 1993 год.

## Ранняя жизнь и образование
Мэрилин Такер родилась в Индианаполисе, штат Индиана. Она была четвертой из шести детей, у нее есть три сестры (Нанси, Салли и Джанет) и два брата (Джеймс и Уильям). Её родители были врачами.
Обучалась в средней школе; и впоследствии получила степень бакалавра в области политологии в университете Пердью. Во время учебы в колледже была чирлидиром. Позже заочно училась в юридической школе и получила степень Juris Doctor в университете Indiana University Robert H. McKinney School of Law. Там она познакомилась с Дэном Куэйлом, сыном газетного издателя. Отношения развивались стремительно и они поженились несколько недель спустя, 18 ноября 1972 года. В 1974 году оба сдали экзамен на адвоката; при этом Мэрилин родила их первого ребенка за несколько дней до экзамена.

## Карьера
После учёбы они с мужем вернулись в Хантингтон, штат Индиана, и открыли совместную юридическую практику, «Куэйл и Куэйл». Мэрилин занималась юридической работой, а её муж работал на газету своего отца и готовился стать политиком. В 1976 году Дэн был избран в Конгресс от партии республиканцев, после чего пара приостановила свою юридическую практику. В 1980 году Дэн был избран в Сенат.
В 1988 году Дэн в качестве вице-президента участвовал в избирательной кампании с Джорджем Бушем-старшим. В ходе кампании 1988 года Мэрилин часто упоминалась в прессе как умная, холодная и жесткая — опора своего мужа. Но являясь второй леди, она играла в основном традиционную роль хозяйки, в то же время будучи активной и заботливой матерью для своих троих маленьких детей.
В мае 1989 года Мэрилин и её муж вице-президент Джеймс Куэйл посещают Таиланд. Мэрилин Куэйл сыграла значительную роль в формировании плана этой поездки, например, в нее была включена остановка в лагере беженцев Бантхап на таиландско-камбоджийской границе.
Во время президентской кампании 1992 года Мэрилин Куэйл была активным политическим борцом, выступая на съезде партии и потратив более 40 дней на предвыборную кампанию. Буш и Дэн Куэйл не были переизбраны в 1992 году, и Куэйлы вернулись в Хантингтон, где устроились в одну из юридических фирм Индианаполиса. Позже семья переехала в Аризону.